# Grands prix nationaux de musique des patronages
Les grands prix nationaux de musique des patronages sont les championnats de France des cliques et fanfares paroissiales. Ils sont organisés successivement par la Fédération gymnastique et sportive des patronages de France devenue en 1947 Fédération sportive de France et en 1968 Fédération sportive et culturelle de France. L'appellation de Grands prix nationaux n'est adoptée qu'à partir de 1980.

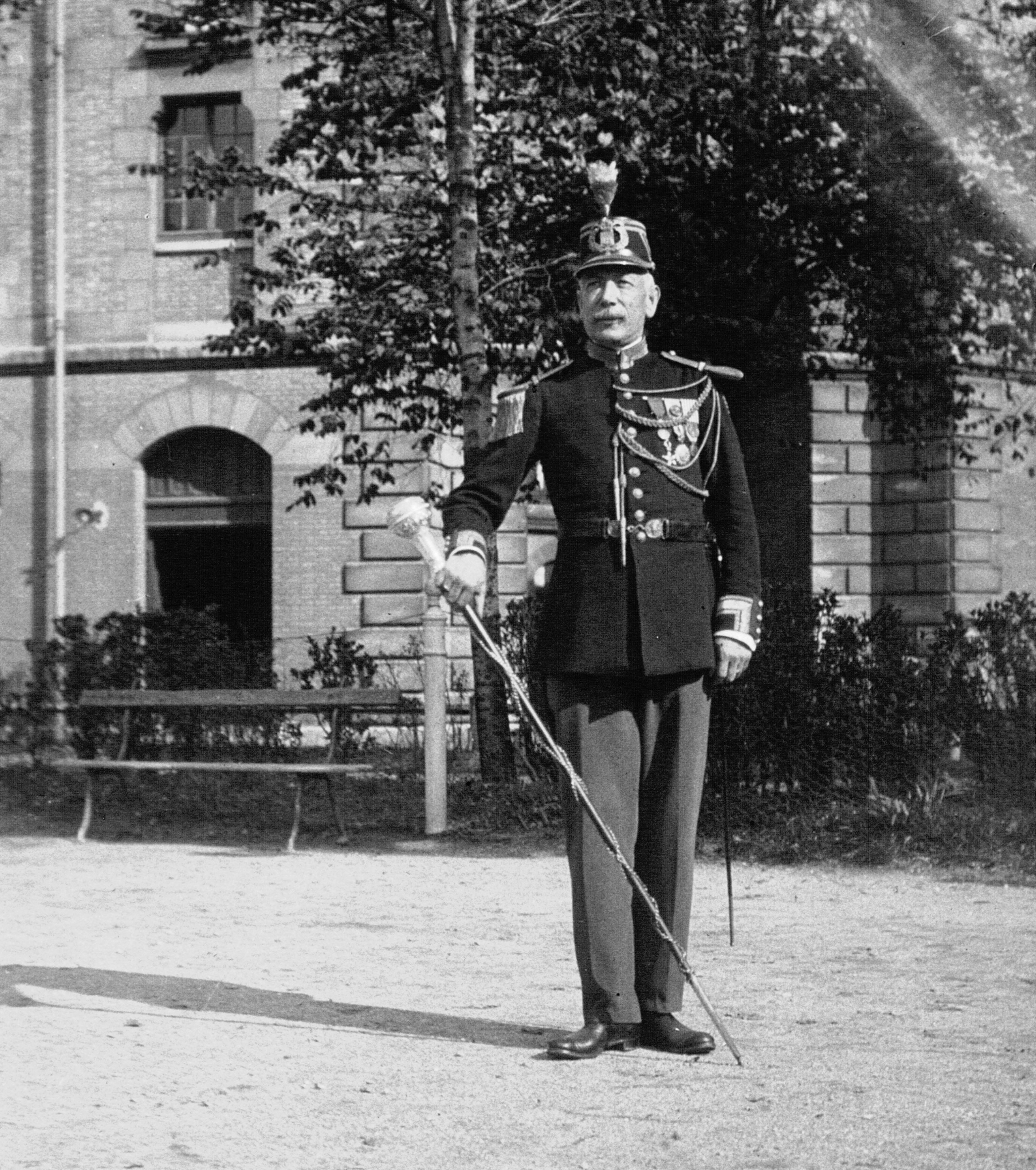
Gabriel Defrance, peu avant sa retraite.

## Les grands prix fédéraux de musique de laFGSPF
Depuis la création des premières associations de gymnastique des patronages, les cliques en sont une composante aussi incontournable que les fanfares régimentaires. Elles sont donc bien présentes aux premiers concours de la Fédération gymnastique et sportive des patronages de France (FGSPF) et la volonté du président Paul Michaux d'inscrire sa fédération dans l'effort général de militarisation conforte leur position. Dès 1912 la fédération éprouve la nécessité de doter ses musiques d'une commission spécifique placée sous la présidence de Gabriel Defrance, tambour-major de la Garde républicaine. En 1919 celui-ci est mis à la disposition de la FGSPF. Il y reste 40 ans jusqu'à son décès en 1952. Il est aussi le compositeur de la musique du Chant fédéral — sur des paroles du Révérend Père Bellouard — que chaque section de gymnastique interprète, avant l'exécution des exercices d'ensemble, pendant un demi-siècle lors des compétitions par équipes.

### Palmarès de 1910 à 1947

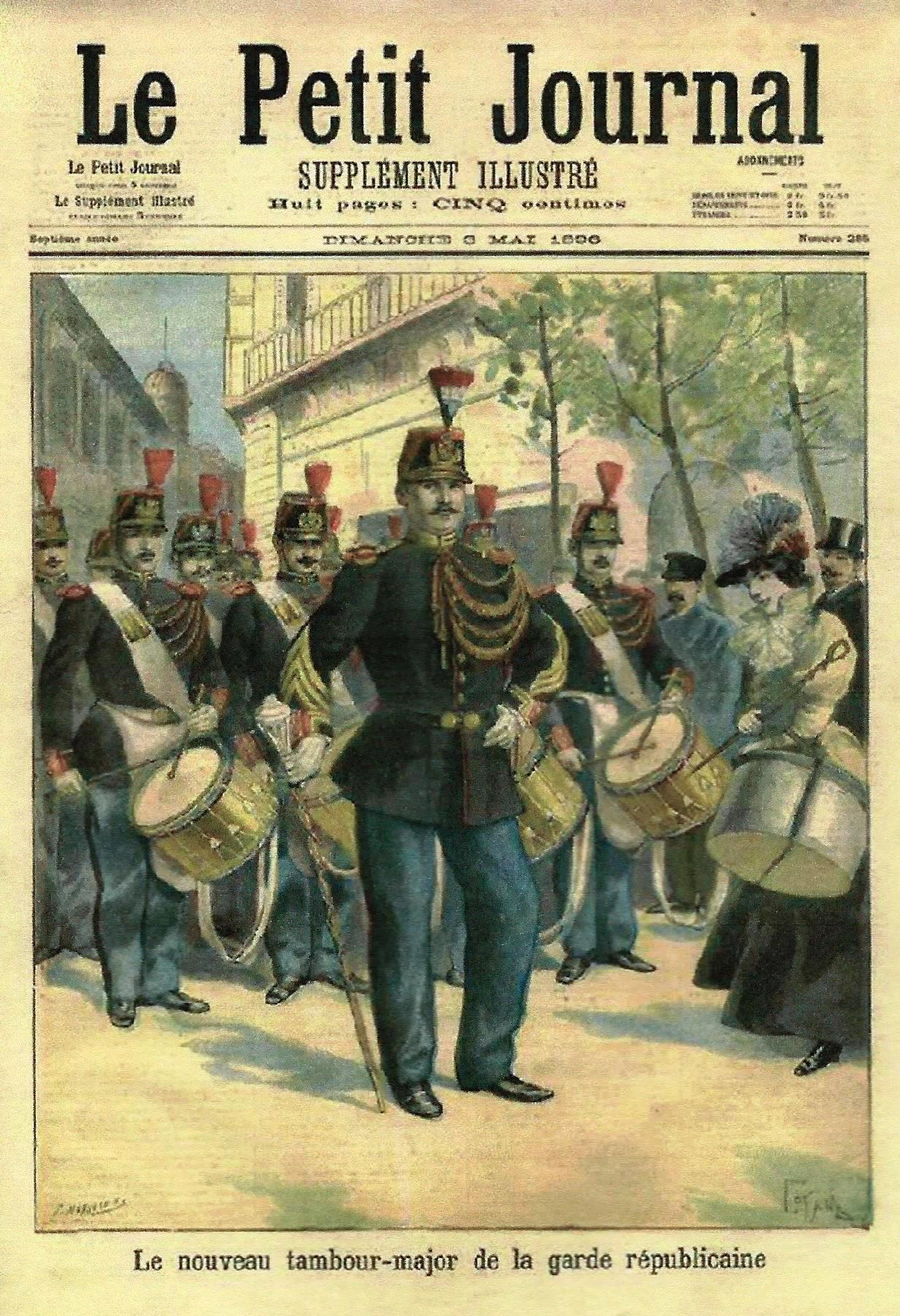
Le tambour-major de la Garde républicaine en 1900

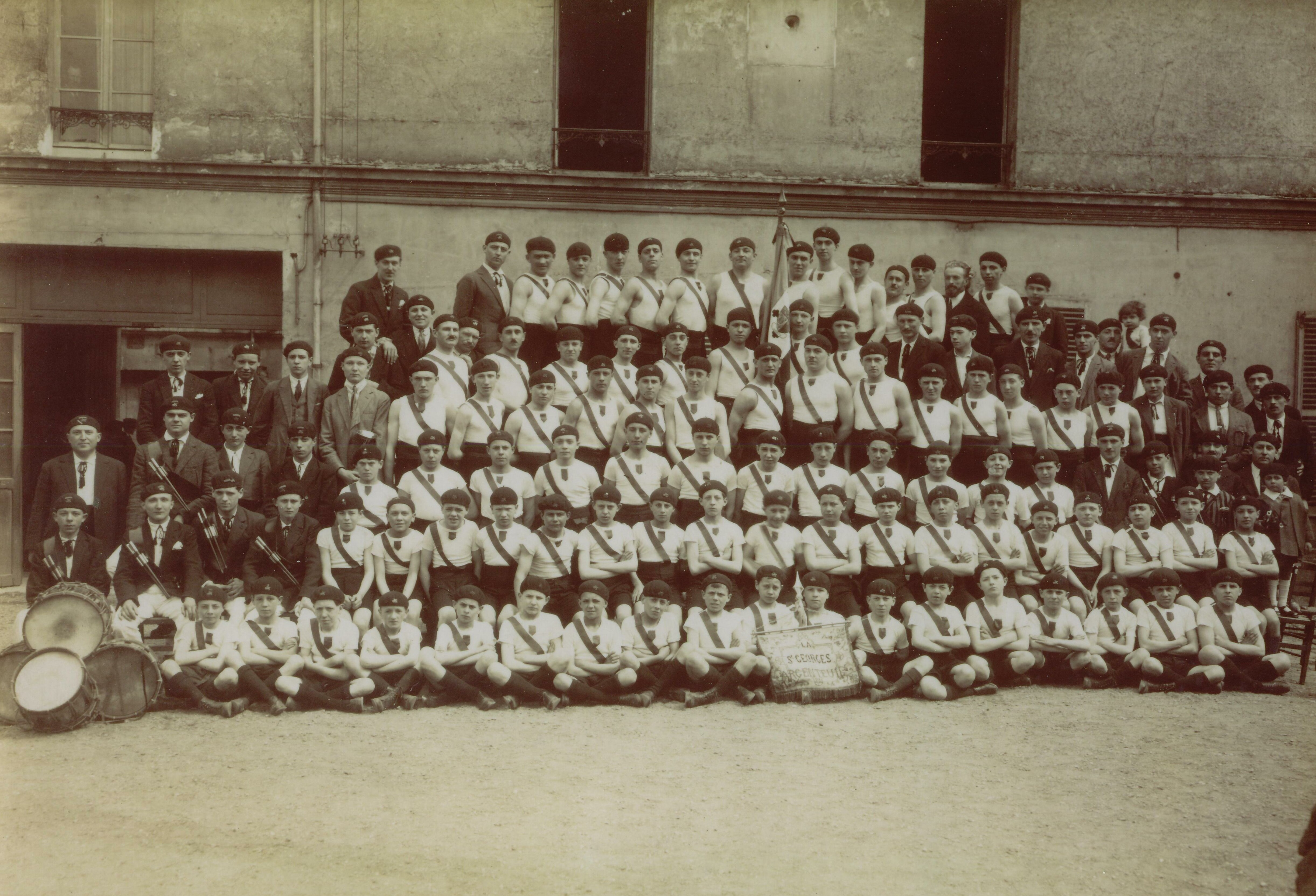
Une société de gymnastique et sa fanfare vers 1930.

Sources : collection du journal Les Jeunes et programme fédéral de musique.
De 1915 à 1919 et de 1939 à 1946, les deux premières guerres mondiales n'ont pas permis d'organiser tous les grands prix nationaux de musique.
| Année | Lieu de la compétition | Association                  |  | Année | Lieu de la compétition | Association              |
| ----- | ---------------------- | ---------------------------- |  | ----- | ---------------------- | ------------------------ |
| 1910  | Gentilly               |                              |  | 1911  | Nancy                  |                          |
| 1912  | Gentilly               |                              |  | 1913  | Gentilly               |                          |
| 1914  | Gentilly               |                              |  | 1920  | Metz                   |                          |
| 1921  | Strasbourg             |                              |  | 1922  | Bordeaux               |                          |
| 1923  | Paris                  |                              |  | 1924  | Tours                  |                          |
| 1925  | Paris                  |                              |  | 1926  | Issy-les-Moulineaux    |                          |
| 1927  | Rouen                  |                              |  | 1928  | Verdun                 |                          |
| 1929  | Albi                   |                              |  | 1930  | Paris                  |                          |
| 1931  | Vannes                 |                              |  | 1932  | Nice                   |                          |
| 1933  | Paris                  |                              |  | 1934  | Poitiers               |                          |
| 1935  | Épinal                 |                              |  | 1936  | Rennes                 | Saint Colomban (Locminé) |
| 1937  | Paris                  | La Vaillante (Saint-Quentin) |  | 1938  | Blois                  | L'Intrépide (Angers)     |
| 1939  | Grenoble               |                              |  | 1942  | Paris                  |                          |
| 1943  | Paris                  |                              |  | 1946  | Paris                  |                          |
| 1947  | Laval                  | Avant-Garde (Saint-Denis)    |  |       |                        |                          |

## Les grands prix fédéraux de musique de laFSF
Alors que les formations sont toujours appelées des cliques pour la première saison (1947-1948) de la Fédération sportive de France (FSF), son secrétariat général annonce près de 29 000 musiciens recensés à travers les 996 concours organisés par 43 unions départementales. Le décès de Gabriel Defrance en 1952 marque une vacance de 3 ans dans la présidence de la commission qui ne peut se résoudre à le remplacer et il faut attendre 1955 pour voir nommer un nouveau président, Robert Goute, tambour-major de la Musique de l'Air depuis deux ans. Celui-ci s’oriente vers des styles plus modernes et publie régulièrement dans Les Jeunes des articles techniques et pédagogiques, introduisant les évolutions spatiales dans la présentation des fanfares qui, en dehors des défilés classiques, se produisent encore jusque-là en formations statiques. Cependant ses démarches pour structurer des orchestres régionaux et fédéraux n'aboutissent pas.

### Palmarès de 1948 à 1968 (groupe H)
Sources : collection du journal Les Jeunes et programme fédéral de musique.
Les mouvements sociaux et manifestations survenus en France, en mai-juin 1968 n'ont pas permis d'organiser les grands prix nationaux de musique cette année-là.

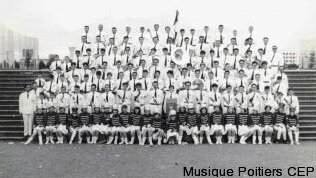
Fanfare du CEP Poitiers et ses majorettes.

| Année | Lieu de la compétition | Association               |  | Année | Lieu de la compétition | Association               |
| ----- | ---------------------- | ------------------------- |  | ----- | ---------------------- | ------------------------- |
| 1948  | Paris                  | Avant-Garde (Saint-Denis) |  | 1949  | Bayonne                | Avant-Garde (Saint-Denis) |
| 1950  | Chalon-sur-Saône       | Avant-Garde (Saint-Denis) |  | 1951  | Nantes                 | CEP (Poitiers)            |
| 1952  | Strasbourg             | Saint-Corneille (Hem)     |  | 1953  | Clermont-Ferrand       | CEP (Poitiers)            |
| 1954  | Lille                  | Jeanne d'Arc (Belley)     |  | 1955  | Saint-Étienne          | CEP (Poitiers)            |
| 1956  | Metz                   | CEP (Poitiers)            |  | 1957  | Brest                  | CEP (Poitiers)            |
| 1958  | Paris                  | CEP (Poitiers)            |  | 1959  | Le Mans                | CEP (Poitiers)            |
| 1960  | Mâcon                  | CEP (Poitiers)            |  | 1961  | Dinard                 | Avant-Garde (Saint-Denis) |
| 1962  | Troyes                 | Avant-Garde (Saint-Denis) |  | 1963  | Caen                   | Avant-Garde (Saint-Denis) |
| 1964  | Chambéry               | Jeanne d'Arc (Caluire)    |  | 1965  | Dreux                  | CEP (Poitiers)            |
| 1966  | Nancy                  | CEP (Poitiers)            |  | 1967  | Lons-le-Saunier        | CEP (Poitiers)            |

## Les grands prix de musique de laFSCF
Depuis les origines de la FGSPF, les grands prix fédéraux de musique sont attribués à l'occasion des championnats de France masculins de gymnastique dont les musiciens s'estiment les faire-valoir. La FSF étant devenue la Fédération sportive et culturelle de France (FSCF) en 1968 le changement de sigle, qui introduit la culture dans les préoccupations fédérales, est l'espoir d'une meilleure considération. Robert Goute est d'ailleurs recruté comme permanent à la FSCF en 1970. Il crée dès l'année suivante les stages de formation pour les bénévoles des clubs. En 1975 il s'efforce d'obtenir l'indépendance vis-à-vis de la gymnastique pour former, avec les troupes de majorettes qui apparaissent dans les associations affiliées à côté des fanfares, un tout plus cohérent. Devant les difficultés rencontrées il démissionne en 1979 . Les grands prix obtiennent cependant leur indépendance en 1981 ainsi que l'appellation de Grands prix nationaux. En 1982 un premier grand prix d'accordéon est organisé à Paris et réunit 213 concurrents. En 2013, alors que la fréquentation des grands prix est « dans la continuité des années précédentes », la commission nationale de musique évolue avec les nouvelles technologies : deux stages sont consacrés dans l'année à la musique assistée par ordinateur (MAO).

### Palmarès desGPFde 1969 à 1980
Sources : collection du journal Les Jeunes et programme fédéral de musique.

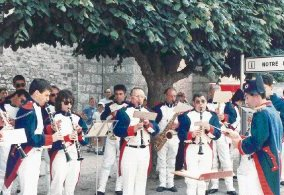
Groupe musical FSCF costumé.

| Année | Lieu de la compétition | Association        |  | Année | Lieu de la compétition    | Association                         |
| ----- | ---------------------- | ------------------ |  | ----- | ------------------------- | ----------------------------------- |
| 1969  | Colmar                 | CEP (Poitiers)     |  | 1970  | Saint-Sébastien-sur-Loire | Alerte (Gray)                       |
| 1971  | Poissy                 | Alerte (Gray)      |  | 1972  | Royan                     | Alerte (Gray)                       |
| 1973  | Vittel                 | Alerte (Gray)      |  | 1974  | Dax                       | Alegera (Bidart)                    |
| 1975  | Firminy                | Alerte (Replonges) |  | 1976  | Rennes-Bruz               | Les gars de Joux (Pontarlier)       |
| 1977  | Supprimé               | titre non attribué |  | 1978  | Auxerre                   | Alerte (Replonges)                  |
| 1979  | Saint-Brieuc           | Annulé             |  | 1980  | Grigny                    | Batterie municipale (Ciry-le-Noble) |

### Palmarès desGPN(groupe G) à partir de 1980
Sources : collection du journal Les Jeunes et programme fédéral de musique.
Le Grand prix national (GPN) est décerné, avec ou sans mention, par un jury de 9 jurés professionnels qui peut l'attribuer, lors d'un même concours, à une ou plusieurs formations sans notation chiffrée ni classement hiérarchique
| Année | Lieu de la compétition | Association                                                             |  | Année | Lieu de la compétition | Association |
| ----- | ---------------------- | ----------------------------------------------------------------------- |  | ----- | ---------------------- | --- |
| 1981  | La-Tour-du-Pin         | Éveil (Marans)                                                          |  | 1982  | Royan                  | Éveil (Marans) |
| 1983  | Poissy                 | Éveil (Marans)                                                          |  | 1984  | Épernay                | Éveil (Marans) |
| 1985  | Saint-Palais           | Éveil (Marans)                                                          |  | 1986  | Brignais               | Itsasuarrak (Itxassou) |
| 1987  | Sainte Croix-en-Plaine | Éveil (Marans)                                                          |  | 1988  | Nantes                 | Itsasuarrak (Itxassou) |
| 1989  | Saint-Just-Malmont     | Itsasuarrak (Itxassou)                                                  |  | 1990  | Grigny                 | Jeanne d'Arc (Dax) |
| 1991  | Marans                 | Éveil (Marans)                                                          |  | 1992  | Vivier-au-Court        | Itsasuarrak (Itxassou) |
| 1993  | Saint-Jean-de-Luz      | Éveil (Marans)                                                          |  | 1994  | Nivillac               | Éveil (Marans) et Réveil Urtois (Urt)                                                                                             |
| 1995  | Auxerre                | Éveil (Marans)                                                          |  | 1996  | Villeneuve-sur-Lot     | Cadets du Baugeois (Baugé) |
| 1997  | Janzé                  | Réveil Urtois (Urt)                                                     |  | 1998  | Issy-les-Moulineaux    | Cadets du Baugeois (Baugé) |
| 1999  | Baugé                  | Éveil (Marans)                                                          |  | 2000  | Bergerac               | Cadets du Baugeois (Baugé) |
| 2001  | Saint-Just-Malmont     | Énergie (Le May-sur-Èvre)                                               |  | 2002  | Champdieu              | Réveil Urtois (Urt) |
| 2003  | Marans                 | Réveil Urtois (Urt)                                                     |  | 2004  | Poissy                 | Réveil Urtois (Urt) |
| 2005  | Saint Vallier          | Musique Sainte Cécile (Janzé)                                           |  | 2006  | Villeneuve-sur-Lot     | Énergie (Le May-sur-Èvre) |
| 2007  | Quédillac              | Énergie (Le May-sur-Èvre)                                               |  | 2008  | Le May-sur-Èvre        | Énergie (Le May-sur-Èvre) |
| 2009  | pas d'organisateur     | titre non attribué                                                      |  | 2010  | Auxerre                | Urrunarrak (Urrugne) |
| 2011  | Marans                 | Urrunarrak (Urrugne), Énergie (Le May-sur-Èvre) et Fraternelle (Vasles) |  | 2012  | Janzé                  | Réveil Urtois (Urt), Fraternelle (Vasles), B.F. Sainte Cécile (Janzé), Énergie (Le May-sur-Èvre) et Jeune-France (Noyal-Muzillac) |
| 2013  | Bayonne                | Énergie (Le May-sur-Èvre)                                               |  | 2014  | Villeneuve-sur-Lot     | Passion BF Bourgogne |
| 2015  | Noyal-Muzillac         | Énergie (Le May-sur-Èvre), Jeune-France (Noyal-Muzillac) et Janzé       |  | 2016  | Bruz                   | Janzé et Passion BF Bourgogne |
| 2017  | Dunières               | Passion BF Bourgogne                                                    |  | 2018  | Janzé                  | Jeune-France (Noyal-Muzillac) |
| 2019  | Bayonne                | Réveil Urtois (Urt)                                                     |  | 2020  | Annulé                 | Néant |
| 2021  | Annulé                 | Néant                                                                   |  | 2022  | Rannée                 | Moncontour |
| 2023  | Graulhet               | La joyeuse chevancelaise (Chevanceaux) et Énergie (Le May-sur-Èvre)     |  | 2024  | Pas organisé           | Néant |
| 2025  | Noyal-Muzillac         | Énergie (Le May-sur-Èvre) et Batterie fanfare Alegera Bidart            |  | 2026  |                        | |

En 2013 les formations musicales de la FSCF se répartissent en 4 groupes en fonction de leurs compositions instrumentales :
- groupe B composé de  cors et percussions ;
- groupe C composé de trompettes, trompettes basses, cors et percussions ;
- groupe G composé de trompettes, trompettes basses, cors, clairons, clairons basses, contrebasses et percussions ;
- groupe I (harmonies).

## La musique des patronages français dans le cadre de laFICEP
La notoriété des fanfares des patronages français est telle qu'il leur revient d'accompagner tous les grands évènements de la Fédération internationale catholique d'éducation physique et sportive (FICEP).

## Les présidents de la commission technique
Gabriel Defrance préside 40 ans aux destinées des fanfares des patronages de 1912 à 1952. De 1952 à 1955, l'intérim de la présidence est assumé par le vice-président, Georges Chauvet. Robert Goute lui succède de 1955 à 1979 avec une interruption de 1970 à 1975 pendant laquelle les rênes sont confiées à Pierre Bréard de la Musique des gardiens de la paix. Après la crise de 1979 c'est à une direction collégiale — Christian Cazaumajou, Pierre Baboulin et André Chels — qu'il incombe de ramener la sérénité avant de repasser à un fonctionnement plus normal avec Christian Aboucaya en 1994. En 2013 la présidente est Linda Dézalieux. Depuis septembre 2017, Yannick Leboucher est le responsable de la commission.

### Lien
http://www.fscf.asso.fr/commission-technique-nationale-musiques